# Silber-Quadriga
Die Silber-Quadriga ist eine Medaille, welche als Deutschlands erste Silber-Anlageprägung vermarktet wird. Sie ist als Alternative zu den auch in Silber geprägten Münzen wie American Silver Eagle, Maple Leaf und dem Wiener Philharmoniker gedacht. Im Erstausgabejahr 2009 wurde sie in einer Auflage von 500.000 Stück geprägt und ist seit September 2009 erhältlich. Im Jahr 2010 wurde die Mengenbegrenzung der Prägung aufgehoben. Die Prägung erfolgt durch die Staatliche Münze Berlin.
Das Feingewicht der Silber-Quadriga beträgt eine Feinunze, also zirka 31,1 Gramm. Der Feingehalt des Silbers wird mit 999/1000 angegeben, ihr Durchmesser beträgt 37 mm. Der Ausgabepreis orientiert sich am Edelmetallpreis. Allerdings wird kein Nennwert angegeben, so wie es bei ihren Anlagekonkurrenten wie Silver Eagle (1 USD), Maple Leaf (5 CAD) und Wiener Philharmoniker (1,50 Euro) der Fall ist. Es handelt sich daher nicht um eine Münze, sondern um eine Medaille. Der Mehrwertsteuersatz beträgt 19 %.
Als Motiv wird auf der Vorderseite der Medaille der Namenspatron dargestellt, die Quadriga des Brandenburger Tors. Für die Rückseite wurde ein traditionelles Motiv ausgewählt, das Eichenlaub. Lediglich das Prägejahr wird jährlich verändert.
Eine Ausgabe in einer Goldversion ist ebenfalls erhältlich, jedoch nicht sonderlich bekannt.
Zum Jubiläum „20 Jahre Deutsche Einheit“ gibt es 2010 auch eine Sonderausgabe 1/2 Unze Feinsilber mit der Umschrift: „Deutschland – wiedervereinigt am 3. Oktober 1990“. Die Auflage beträgt 250.000 Stück.
Zum 25. Jubiläum des Mauerfalls erschien 2014 eine Neuauflage als 1 Unze Feinsilber mit der eingeprägten Umschrift: „DEUTSCHLAND – FALL DER MAUER – 9. NOVEMBER 1989“. Seit 2018 wird das Motiv der Silber-Quadriga jährlich neu gestaltet.
Folgende Versionen der Silber-Quadriga sind bereits ausgegeben worden:
| Jahr      | Gewicht                                    |
| --------- | ------------------------------------------ |
| 2009      | 1 Unze                                     |
| 2010–2011 | 1 Unze, 1/2 Unze                           |
| 2012–2014 | 1 Unze, 1/2 Unze, 1/4 Unze                 |
| 2015–2018 | 1 Unze, 1/2 Unze, 1/4 Unze, 1/8 Unze, 1 KG |
| 2019–2020 | 1 Unze, 1/2 Unze, 1/4 Unze, 1 KG           |